# Bò Grey Hungary
Bò xám Hungary (tiếng Hungary: 'Magyar Szürke'), còn được gọi là bò thảo nguyên Hungary, là một giống bò cổ đại trong nước có nguồn gốc từ Hungary.
Loài này thuộc về nhóm bò Podolic và thích nghi tốt với các hệ thống đồng cỏ rộng lớn

## Đặc điểm
Bò Grey Hungary mảnh mai và cao. Bò đực đạt chiều cao từ 145 đến 155 cm và trọng lượng từ 800 đến 900 kg, bò cái có chiều cao 135 đến 140 cm và trọng lượng trong khoảng từ 500 đến 600 kg.
Màu sắc lông của chúng từ trắng bạc đến xám tro. Giống như các giống Podolic khác, những con bê được sinh ra có màu lúa mì và có màu xám khoảng ba tháng tuổi. Bò xám Hungary mạnh mẽ, dễ sinh bê và sống lâu. Sừng của chúng hướng lên trên, dài và cong.

## Lịch sử
Loài này có lẽ đã đến với di dân Hungary thế kỷ thứ IX từ phía đông đến vùng đất thấp Hungary. Trong thời Trung Cổ và thời kỳ đầu hiện đại, giống bò này được sử dụng làm động vật kéo cày, nhưng từ năm 1861 đã được nhân giống vì có đặc tính là nhanh chóng trưởng thành và chất lượng thịt cao, được chăn thả đến các thị trường châu Âu. Ngày nay, bò xám Hungary được giữ chủ yếu là các điểm du lịch trong Vườn Quốc gia Hortobágy và các công viên quốc gia Hungary khác. Đàn nhỏ có thể được tìm thấy ở một vài nơi khác, ví dụ: Bocfölde, miền Tây Hungary. Những đàn bò này đóng vai trò như các ngân hàng gen, do sức đề kháng của chúng đối với các bệnh gia súc ảnh hưởng đến các loại gia súc có nhiều gia súc. Đến năm 1975 chỉ còn lại 300 con bò trong hai đàn, nhưng con số đã tăng lên. Sự phục hồi về số lượng bò giống này một phần do những nỗ lực bảo tồn của chính phủ Hungary.